# Église Saint-Pierre d'Uzerche
Pour les articles homonymes, voir Église Saint-Pierre.
L'église Saint-Pierre est située sur la commune d'Uzerche dans le département français de la Corrèze, en France.

## Historique
Une église à Uzerche est évoquée par l’évêque de Limoges, Rurice l’ancien, vers 484 comme sanctuaire des moines et Pépin le Bref y aurait fait des constructions. Mais le monastère est détruit  par les Normands. Le début de la construction de l’église actuelle date d’environ 1030. La consécration de l'église a lieu en 1095, par les évêques de Limoges et de Périgueux. En 1575 le vicomte de Turenne s'empare d'Uzerche et saccage l'abbaye. Elle est réparée en 1622 mais la foudre abat la flèche alors existante, plus haute que la flèche actuelle. Des travaux importants sont effectuées en 1910, surtout au chevet.
L'édifice est classé au titre des monuments historiques par la liste de 1840.

## Description
L'église d'Uzerche est une église à crypte, déambulatoire et chapelles rayonnantes. Pour l'extérieur, le clocher est la partie la plus remarquable.

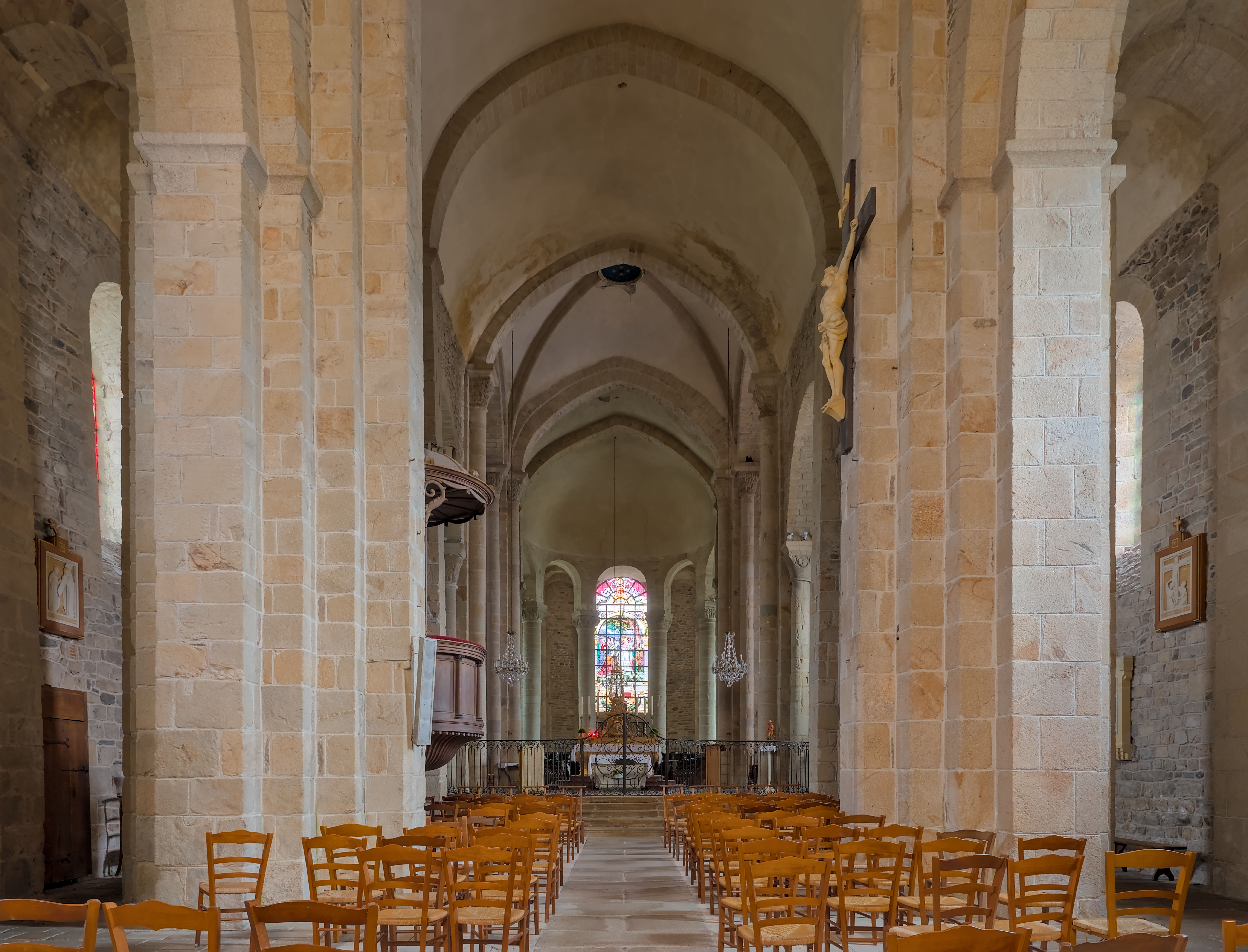
Nef et chœur.
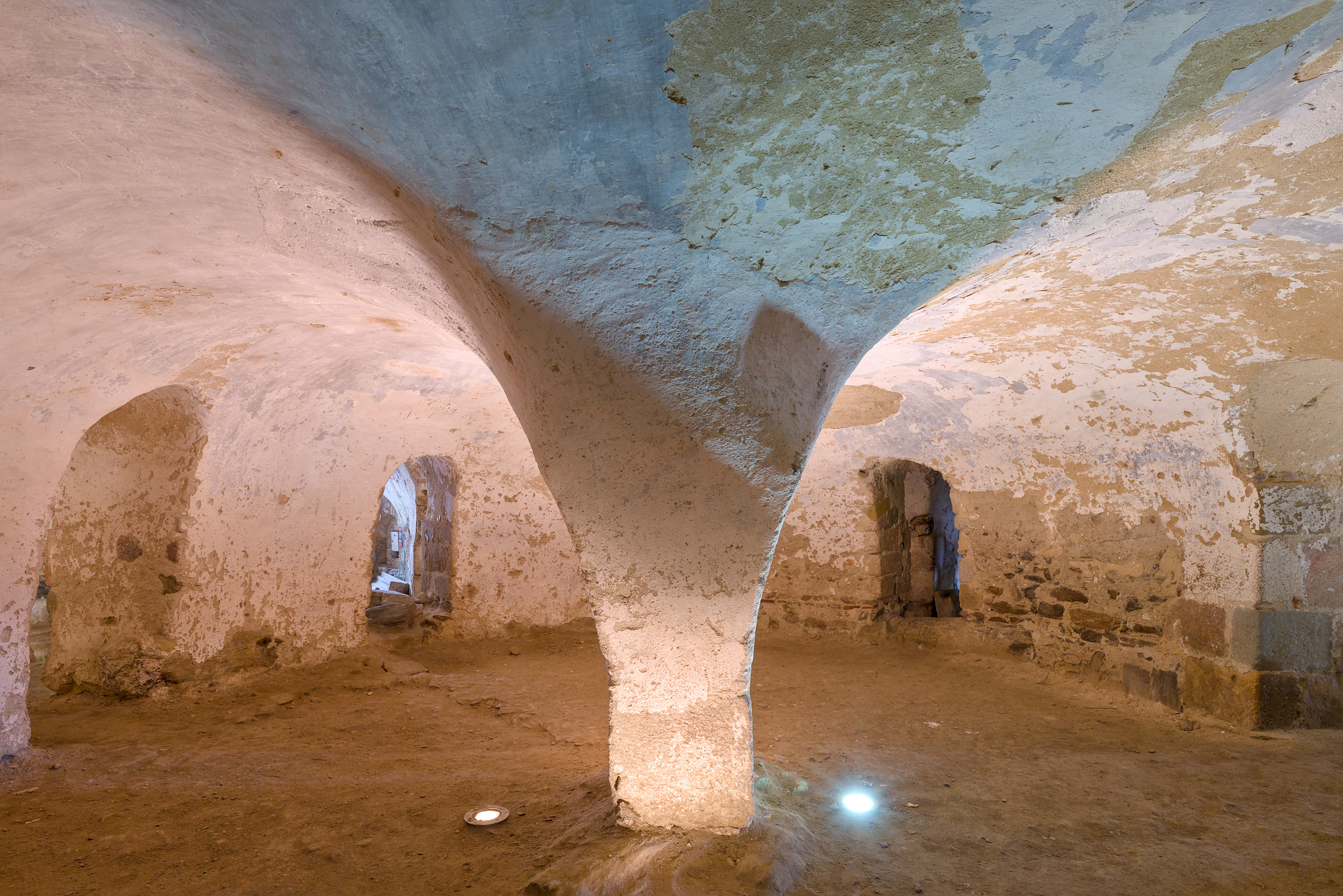
Crypte.
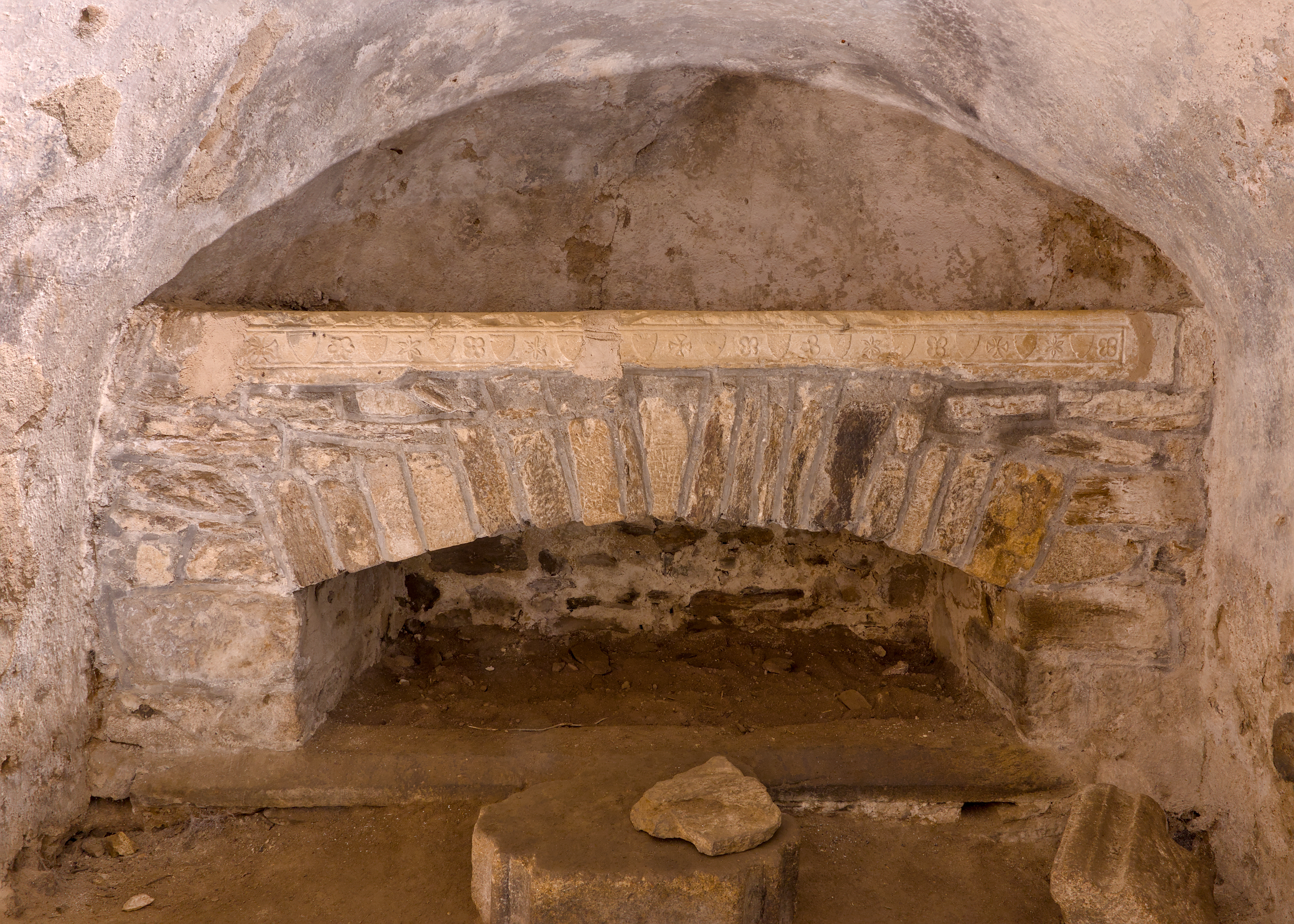
Tombe (14e siècle) dans la crypte.
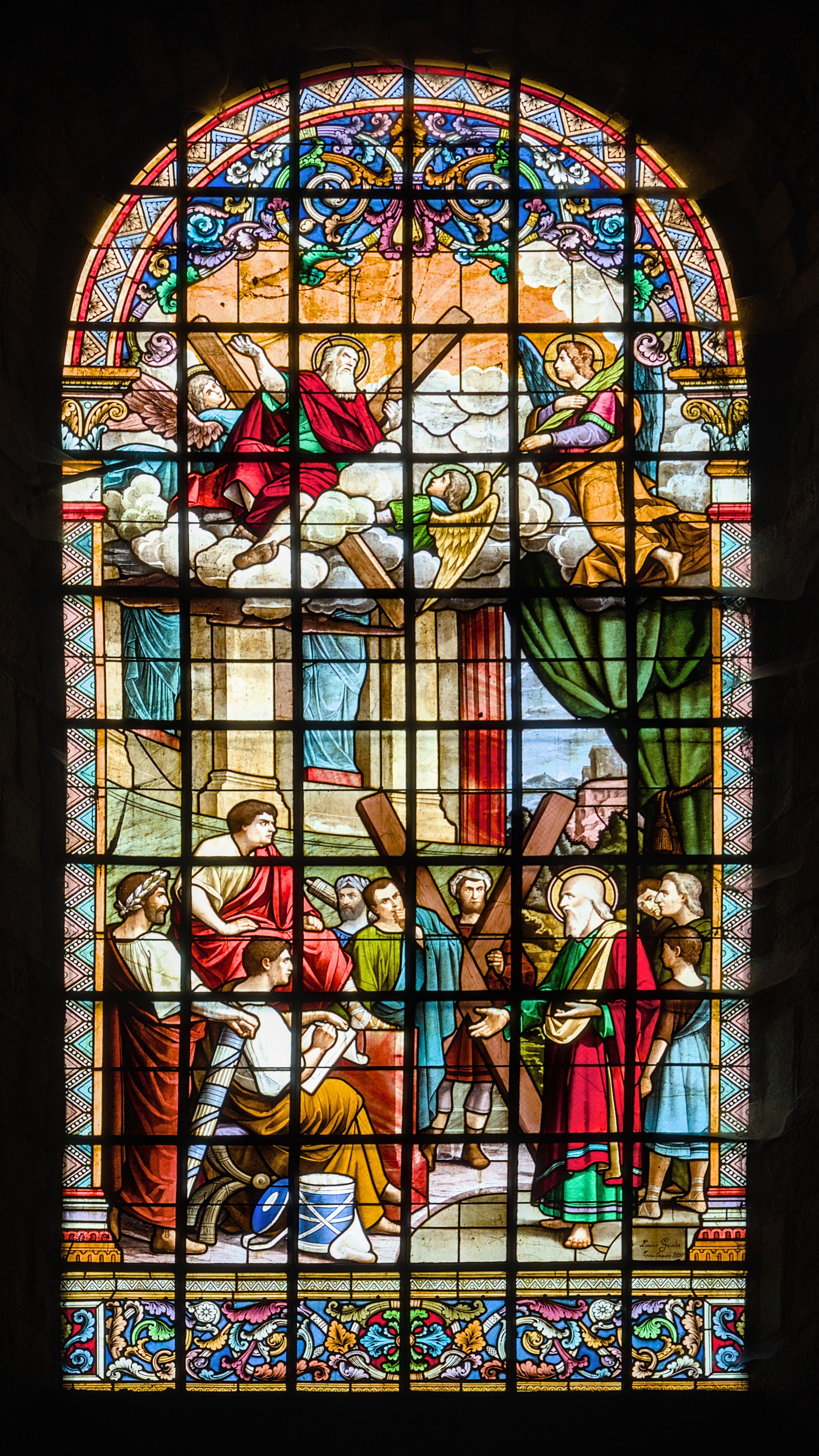
Vitrail par Louis Gesta (1866-1938).
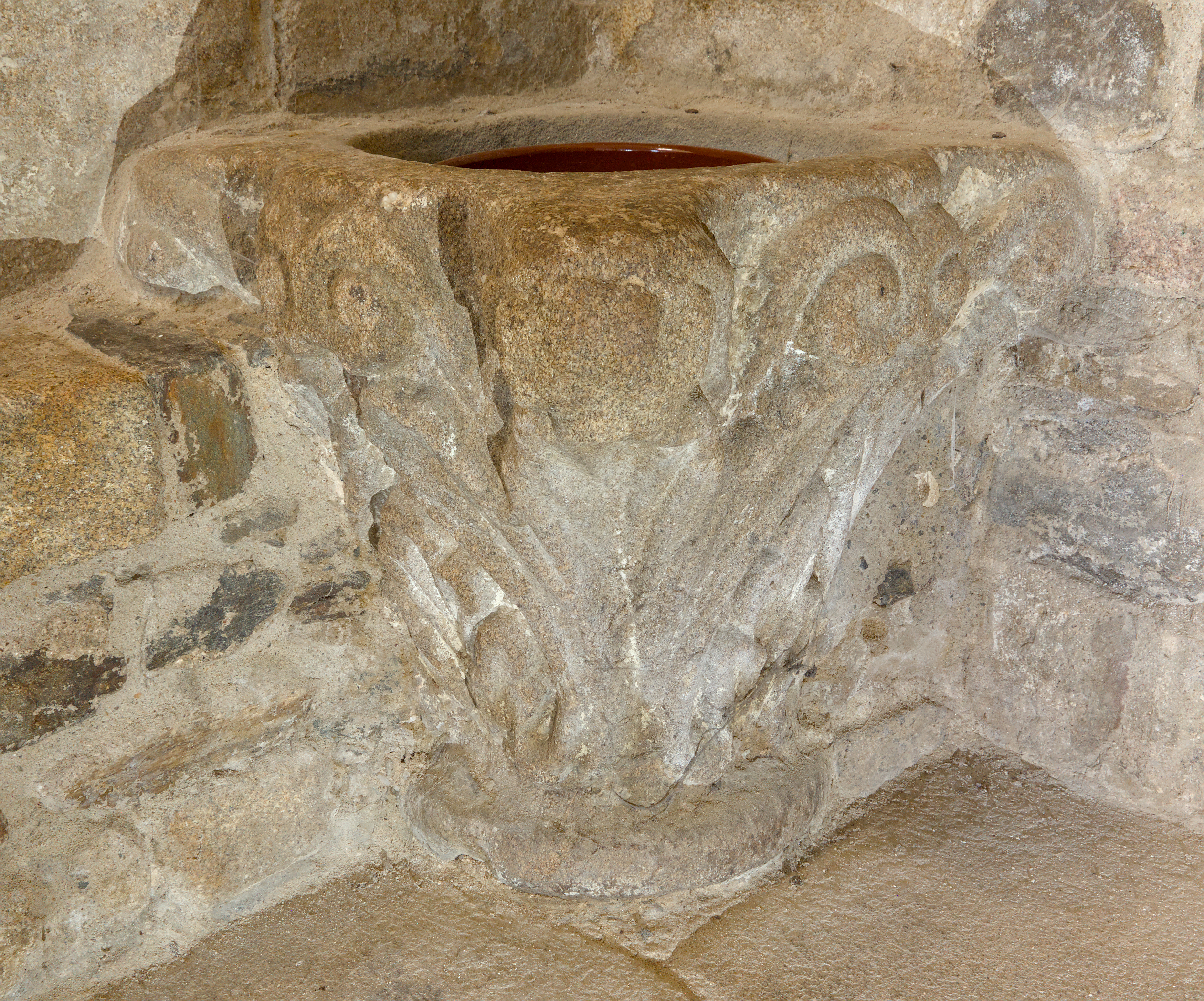
Ancien chapiteau transformé en bénitier.
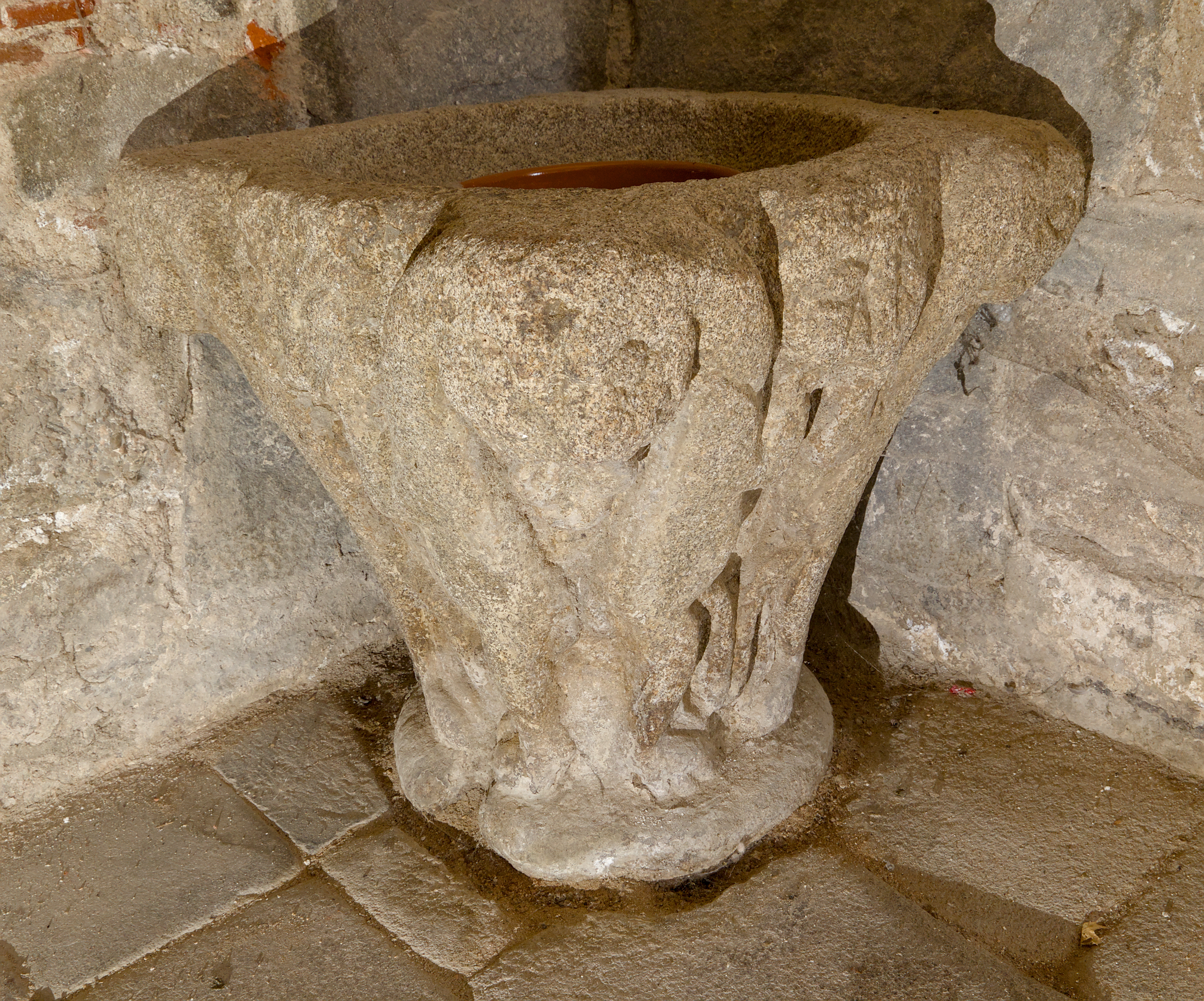
Ancien chapiteau transformé en bénitier.
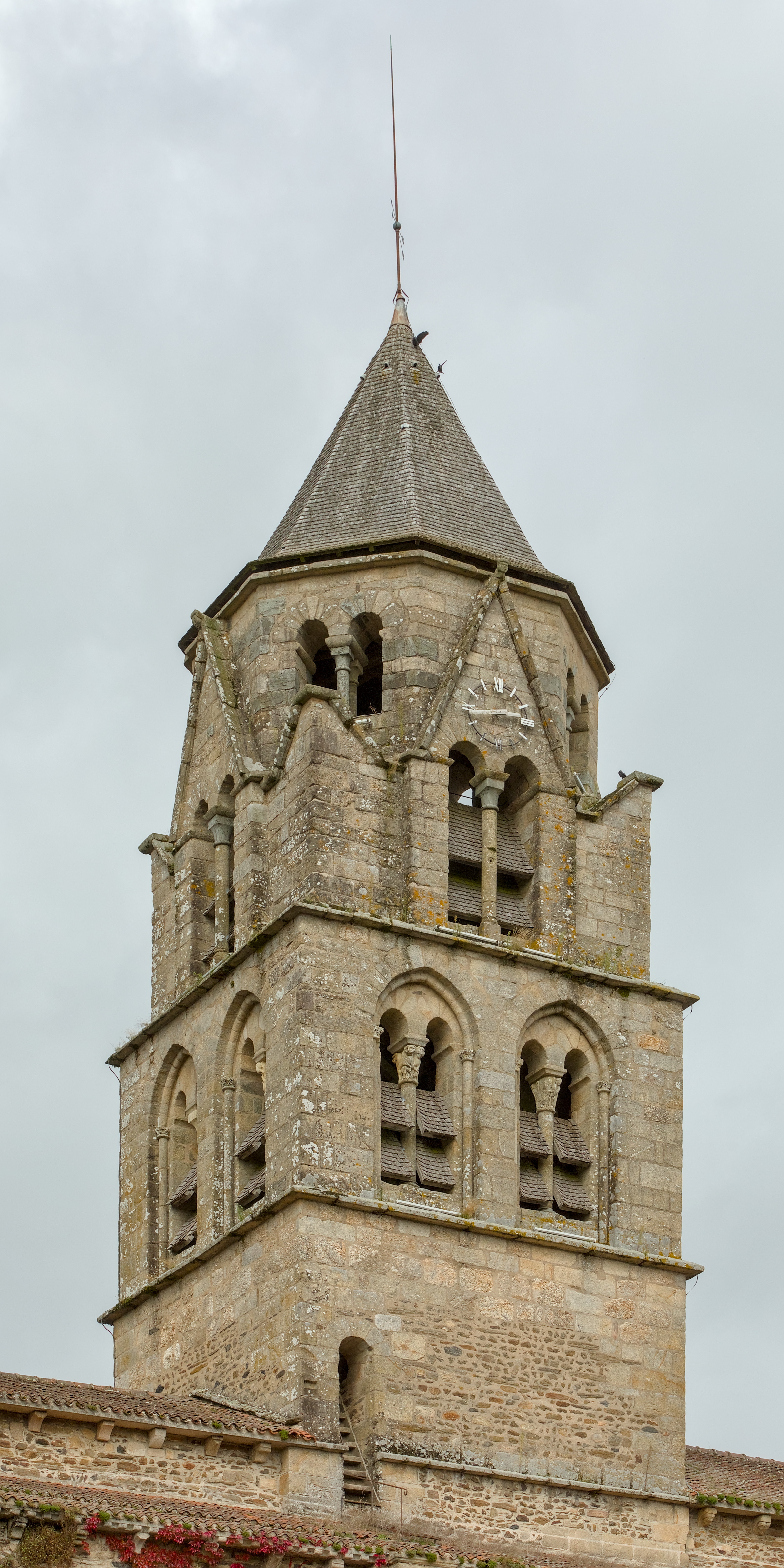
Clocher.

## Liste des abbés
- 992-997 : Gausbert I
- 997-1003 : Adalbaud
- 1003-1028 : Richard
- 1028-1054 : Pierre I de Donzenac
- 1054-1068 : Constantin
- 1068-1096 : Géraud I
- 1096-1108 : Gausbert II Malafayda
- 1108-1113 : Pierre II Béchada de Lastours
- 1113-1133 : Grimaud de Ségur
- 1133-1135 : Gausbert III de Mirabel
- 1135-1151 : Bernard I d’Auberoche
- 1151-1163 : Hugues de La Porcherie
- 1163-1164 : Géraud II de Mirabel
- 1164-1168 : Pierre III Matthieu
- 1168-1177 : Raymond de Maurangas
- 1177-1190 : Bernard II
- 1190-1214 : Aymeric
- 1214-1222 : Guillaume I La Chanara
- 1222-1230 : Guy I Roger
- 1230-1247 : Élie
- 1247-12?? : Gautier
- 12??-1270 : Jean I
- 1270-1288 : Guillaume II
- 1288-13?? : Géraud III
- 13??-1388 : Guillaume III
- 1388-1409 : Géraud IV
- 1409-1442 : Guy II
- 1442-1496 : Guichard de Comborn
- 1496-1531 : Charles I de Maumont
- 1531-15?? : Rigaud de La Tour d'Auvergne de Turenne
- 15??-15?? : Géraud V Rouxel de Médavy
- 15??-1568 : François I Hélie de Pompadour
- 1568-1572 : Geoffroy de Caumont de Castelnau
- 1572-1619 : François II de La Forestie
- 1619-1621 : Christophe de Lestang
- 1621-1653 : Roger d'Aumont
- 1653-1695 : Charles II d’Aumont
- 1695-1701 : François III Lascaris d'Urfé de Baugé
- 1701-1706 : Charles III François de Hallencourt de Dromesnil
- 1706-1737 : François IV de Pastri de Labres
- 1737-1745 : François V d’Aydie de Bernardières
- 1745-1758 : Claude-Antoine-François Jacquemet-Gaultier d'Ancyse
- 1758-1768 : Joseph-François de Monteclerc
- 1769-1782 : Jean II de Joussineau de Tourdonnet de Fayat
- 1782-1791 : Arthur-Richard de Dillon